# Битва при Джильйо (1241)
Битва при Джильйо — морський бій між сицилійським флотом імператора Фрідріха II та флотом Республіки Генуя в Тірренському морі. Ця подія відбулася 3 травня 1241 року між островами Монтекрісто та Джильйо в Тосканському архіпелазі та завершилася перемогою імператорського флоту. Метою нападу сицилійського флоту було перехоплення делегації високопоставлених прелатів з Франції, Іспанії, Англії та Північної Італії, яких кораблі генуезців перевозили до Риму.

## Передумови
Після перемоги Фрідріха в битві при Кортенуова 1237 року, навесні 1239 року розгорівся конфлікт між Папою та імператором щодо питання про імператорські претензії на владу над містами Ломбардської ліги. Це був відкритий конфлікт, який завершився у друге відлучення імператора — 20 березня 1239 року. З того часу жодна зі сторін не була готова йти на компроміс.
Восени 1240 року Папа видав церковним сановникам Італії, Сицилії, Німеччини, Франції та Іспанії запрошення на раду, яка мала б відбутися на Великдень 1241 року в Римі, для розробки наступних кроків церкви проти імператора. Як король Сицилії, Фрідріх II міг би легко придушити участь сицилійських прелатів, але духовенство інших країн планувало відгукнутись на папське запрошення і відвідати Рим.

## Битва

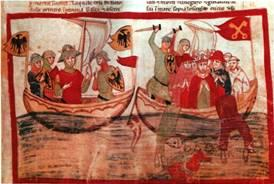
Зображення XIV століття

Імператор контролював сухопутний маршрут через центральну Італію і, таким чином, Рим був відрізаний по суші з північною Італією. Делегація прелатів зібралася в Ніцці, звідки її було перевезено флотом Генуезької республіки, яку очолював гвельфський уряд в порт Генуї. Два легати (представники папи Римського) Джеймс Палестріні та Отто Сан-Нікола вели переговори з генуезцями про подальше перевезення делегації на 32-х озброєних галерах морським шляхом у Рим. Фрідріх II, дізнавшись про плани папи Римського, наказав у березні 1241 року Маріно ді Ебуло та Оберто Паллавісіні атакувати Геную по суші.
Імператорові довелося модернізувати свій сицилійський флот, аби встановити контроль над генуезцями з моря. Імператор мав 27 галер під командуванням його сина Енцо разом з адміралом Ансалдо де Марі. Імператор звернувся за допомогою до морської республіки Пізи, яка була постійним конкурентом Генуї і віддана імператорові. Пізанський флот мав 40 галер під командуванням Уголіно Бузечеріні.
25 квітня генуезький флот, відпливши від пристані Генуї, вперше попрямував до Портофіно, де вони стояли на якорі декілька днів. Коли екіпаж дізнався про напад Оберто Палавіціно на місто Золачо, вони мали намір прийти на допомогу, але два легати утримували його, скеровуючи екіпаж на якнайшвидше прибуття в Рим. На іншій зупинці в Порто-Венере вони дізналися про укладений союз між сицилійським і пізанським флотом і таким чином між ними та місцем їх призначення опинився ворог. Їм вдалося проминути Пізу, але не непоміченими, так як імператорський флот вже був між островами Монтекрісто і Джильйо. З бою Метью Париж записано:
|  | Найкривавіший бій, потім пішов у море між пізанцями, … і генуезці, в битві генуезці були розбиті, і прелати і легати були взяті в полон, за винятком деяких, які були вбиті або потонули. |

У цьому та наступних боях Імператорський флот довів перевагу над генуезцями, особливо над численними пасажирами та їхнім багажем, які б могли вчинити малий опір лише задля уникнення загрози затопленню. Імператорська сторона вдалася до потоплення трьох і захопила 22 галери, вбила 2000 солдатів, матросів і священиків і захопила прелатів.

## Наслідки
Захоплення генуезького флоту було великим успіхом для імператора Фрідріха II. Майже усі високі сановники папської Ради потрапили в його полон. Серед них були три Папські легати, архієпископи, єпископи й абати. На суднах, яким пощастило уникнути захоплення, були переважно прелати Іспанії. Імператор Фрідріх II проголосив власну перемогу знаком  незаконності його переслідування папою римським Григорієм IX. Папа римський Григорій IX відлучив комуну Пізи від церкви і цей інтердикт тривав до 1257 року.
Вже в серпні цього ж року Григорій IX помер і напруженість почала знижуватися. Фрідріх II звільнив легатів для виборів нового Папи Римського. Проте, як виявилось, новообраний Папа Римський Інноке́нтій IV став також непримиренним опонентом імператора, як і його попередник. 1244 року він скликав в Ліоні Перший Ліонський собор, на якому було прийняте формальне рішення про скинення імператора з престолу.